# Васильевка (Калужская область)
Васи́льевка — деревня в Козельском районе Калужской области. Входит в состав Сельского поселения «Деревня Каменка».
Расположено примерно в 4 км к северо-западу от деревни Каменка.

## Население
| 2002 | 2010 |
| ---- | ---- |
| 20   | ↗24  |